# Mehterhâne

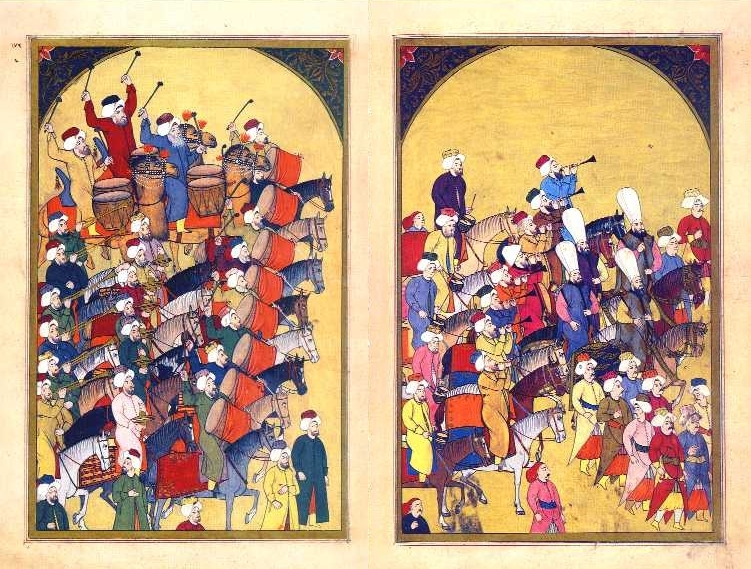
Mehterhâne, Miniaturen aus dem Surname-i Vehbi, 1720

Mehterhâne (osmanisch مهترخانه, türkisch auch mehter takımı oder mehter) ist der seit dem 17. Jahrhundert gängige osmanische Name für Musikkapellen, die nach 1453 einheitliche Besetzungen erhielten und hauptsächlich als Militärmusikkapellen und Repräsentationsensembles des Sultans und weiterer osmanischer Würdenträger sowie innerhalb von Zünften für die Öffentlichkeit tätig waren. Dabei gründeten sie auf Traditionen, die im frühtürkischen und im osmanischen sowie insgesamt im islamischen Kulturbereich bereits bestanden.

## Herleitung des Namens
Das osmanische Wort mehter (alter Plural: mehterān) stammt von den beiden nahezu bedeutungsgleichen persischen Wörtern mih (deutsch: groß) und ter (deutsch: sehr groß) ab. Mehter bezeichnete demnach den einzelnen privilegierten, mit höchsten (mehter) militärischen und repräsentativen Aufgaben betrauten Musiker, der zur Unterscheidung vom auch mehter genannten Bediensteten im Zelt des Sultans manchmal als çalıcı mehter tituliert wurde. Die entsprechenden herrschaftlichen Kapellen besaßen Unterkünfte, die spätestens seit dem 17. Jahrhundert als mehterhâne bezeichnet wurden. Dieser Ortsbegriff wurde auf die Instrumentalensembles übertragen. Im modernen Türkisch fand sich dafür der Name mehter takımı (von türkisch takım; deutsch: Trupp, Mannschaft, Zug).

## Vorgeschichte und Etablierung dermehterhâne

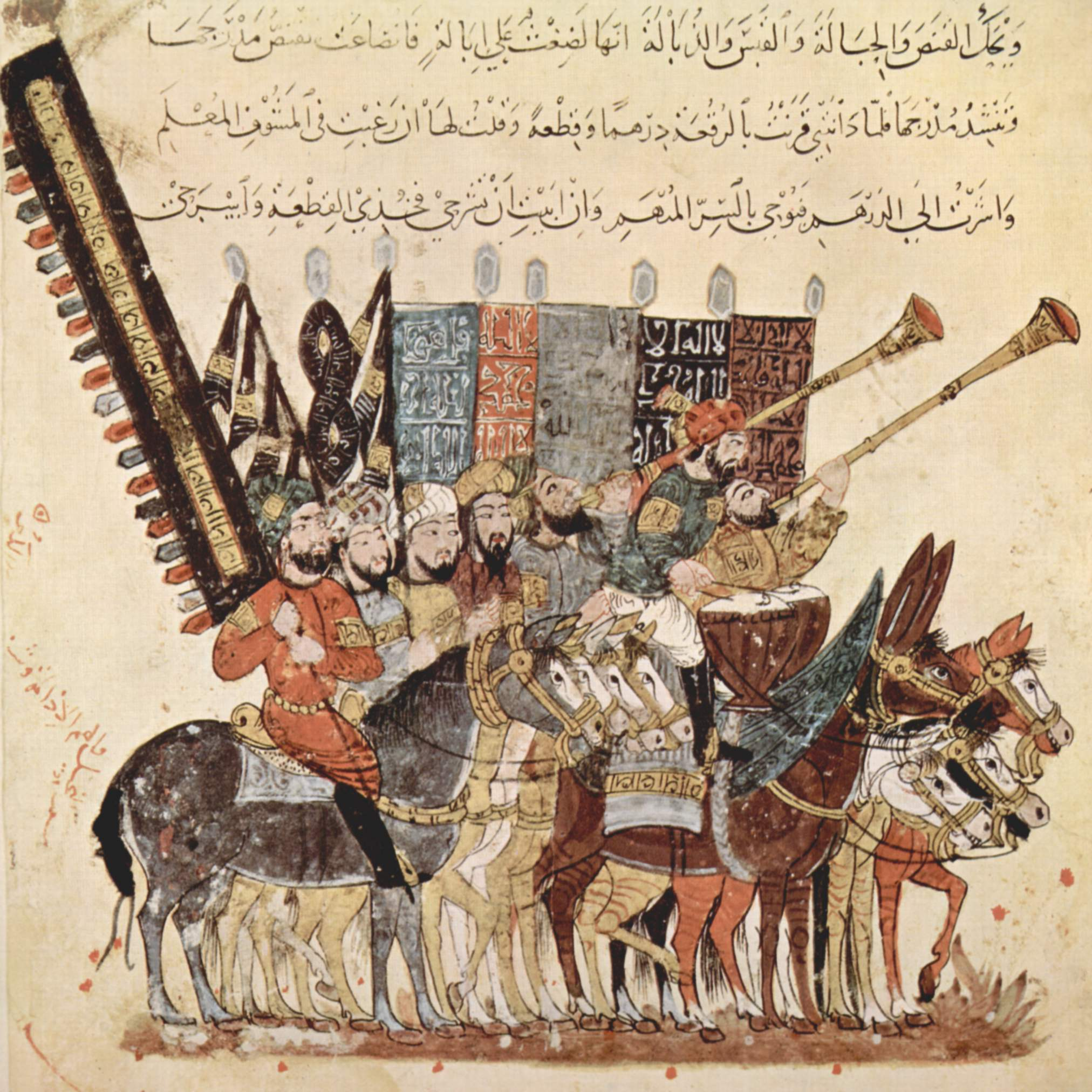
Eine Militärkapelle mit Trompeten und Pauken sowie herrschaftlichen Fahnen und Standarten in Erwartung eines Festzugs. Die arabische Illustration von 1237 zeigt, dass es den tabılhâne ähnliche Formationen in deren Frühzeit im gesamten islamischen Bereich gab.

Bestimmte Instrumente oder Instrumentalgruppen als herrschaftliche Insignien mit repräsentativer und militärischer Funktion wurden im türksprachigen Bereich bereits in den Orhan Göktürk- und şine-Uzu-Inschriften des 8. Jahrhunderts erwähnt. In Mahmūd al-Kāschgharīs diwān lughāt at-turk („Sammlung der Dialekte der Türken“) aus dem 11. Jahrhundert wird der Terminus tuğ für die Militärmusikgruppen verwendet.
Zur Zeit Osman Ghazis galten die Instrumente boru, zil, davul und nakkare neben Rossschweif und Standarte als Insignien des Herrschers. Die Ensembles wurden nun tabılhâne oder tabl-ü'alem mehter genannt; ihre Aufführungen trugen die Bezeichnung nevbet.
Nach der Eroberung Konstantinopels unter Sultan Mehmed II. im Jahre 1453 wurde in der Nähe des neuen Sultanspalastes ein zunächst nevbethâne, später auch mehterhâne genannter Gebäudekomplex errichtet, in dem die mehterān als Musiker mit militärischen und repräsentativen Aufgaben untergebracht wurden. Etwa gleichzeitig entstanden mehter-esnafe genannte mehter-Zünfte, die neben den höfisch-militärischen vor allem zivile Funktionen übernahmen.
Mit der Expansion des osmanischen Reiches ergab sich die Notwendigkeit, auch außerhalb Konstantinopels in den jeweils neu eroberten Gebieten mehterhâne für die osmanischen Würdenträger einzurichten. Die Größe der Besetzung wurde nach Ansehen und Rang des Würdenträgers gesetzlich geregelt. Neben den Landstreitkräften wurde auch die Marine mit mehterhâne ausgestattet.
Im 17. Jahrhundert gab der Reiseschriftsteller Evliya Çelebi allein für Konstantinopel 1000 mehter-Musiker, darunter 300 des Sultanshofes, an. Weitere mehterhâne bestanden damals auch in Stadtteilen außerhalb der Mauern und in den wichtigen Bastionen und Festungen.

## Musikalische Funktionen

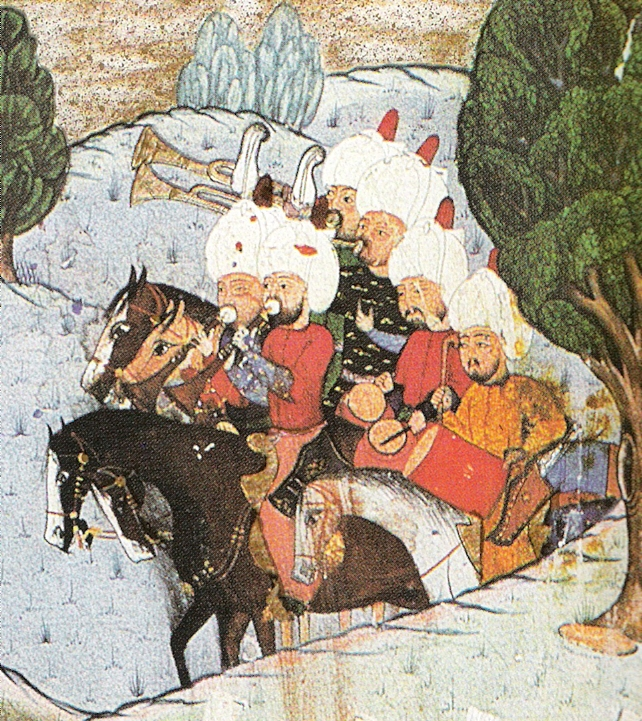
Mehterhâne, Miniatur von 1568

Die frühesten bildlichen Darstellungen in osmanischen Miniaturen zeigen ab dem 16. Jahrhundert die mehterhâne als Militärkapellen während der Kriegszüge, besonders dann, wenn diese unter der Führung des Sultans geschahen. Über die strategische Rolle der mehterhâne gibt es keine genaueren osmanischen Aufzeichnungen. Während des Kampfgeschehens spielte sie durchgehend. Signale der nafīr (Trompeten) regulierten die Maßnahmen. Am Ende der Schlacht oder beim Rückzug schwieg die Musik. Es existieren jedoch teilweise ausführliche Berichte der europäischen Gegner, auf die besonders die Beteiligung der mehterhâne am Aufmarsch des Heeres und an Militärparaden der Osmanen Eindruck machte. Selten werden dabei allerdings die musikalischen Qualitäten gewürdigt. Eine Ausnahme davon stellt Christian Friedrich Daniel Schubarts Beschreibung von 1784/85 dar, der die mehterhâne − wie damals üblich, den Janitscharen zuordnet:
„Der Charakter dieser Musik ist kriegerisch, da er auch feigen Seelen den Busen hebt. Wer aber das Glück gehabt hat, die Janistscharen selbst musicieren zu hören, deren Musikchöre gemeiniglich achtzig bis hundert Personen stark sind; der muß mitleidig über die Nachäffungen lächeln, womit man unter uns meist die türkische Musik verunstaltet [...] Kurz, die türkische Musik ist unter allen kriegerischen Musiken die erste, aber auch die kostbarste, wenn sie so vollkommen seyn soll, als es ihre Natur, und ihr heroischer Zweck erheischt.“
Verwertbare Berichte über weitere musikalische Funktionen der mehterhâne wurden erst spät aufgeschrieben. Eine Hauptquelle stellt dabei eine italienisch verfasste Abhandlung Ali Ufkîs dar, die 1667 in der deutschen Übersetzung Nicolaus Brenners unter dem Titel Serai Enderum. Das ist: Inwendige beschaffenheit der Türckischen Kayserl: Residentz zu Constantinopoli die newe Burgk genant / sampt dero Ordnung und Gebraͤuchen [...] veröffentlicht wurde. Ufkî erstellte zudem eine handschriftliche Sammlung türkischer bzw. osmanischer Musik, in der er auch mehter-Melodien erfasste. Er nennt zwei Gruppen von Musikern in den mehterhâne des Sultans, nämlich eine Gruppe, die innerhalb des Sultanspalastes untergebracht war, und eine, die außerhalb in nevbethâne untergebracht war. Beide Gruppen gehörten zu den tabl üʾalem-mehter, den Pauken- und Fahnen-mehter.
Die immer wiederkehrenden Aufgaben der letzteren Gruppe bestanden im Spielen der Morgenmusik eine Stunde vor Sonnenaufgang, in der musikalischen Umrahmung von Empfängen und Ehrungen, in der Begleitung von offiziellen Ausflügen des Sultans, im Beschließen des Tages eineinhalb Stunden nach Sonnenuntergang sowie dem An- und Abkündigen der nächtlichen Sperrstunde und innerhalb des Jahreszyklus des Fastenmonats ramazan.
Die im Privatbereich des Sultans, im Enderun, dienende Gruppe übernahm es, zu staatlichen Anlässen innerhalb des Palastbezirks Musik zu machen und den Sultan persönlich im privaten Bereich sowie bei inoffiziellen Ausflügen wie Bootsfahrten auf dem Bosporus musikalisch zu unterhalten.
Beide Gruppen unterstanden dem Mir-i alem, dem Kommandeur aller Militärkapellen und obersten Verantwortlichen für alle Flaggen und Banner des Herrschers. Von ihnen müssen die mehterān der mehter-esnafı genannten Zünfte unterschieden werden. Sie wirkten ausschließlich im zivilen Bereich, beispielsweise bei Hochzeiten und Beschneidungsfeiern.
Die mehterhâne der osmanischen Würdenträger in Konstantinopel und in den Provinzen nahmen sich die großherrlichen mehterhâne als Vorbild, waren aber geringer besetzt.

## Instrumente und Besetzungen
Zwar werden bereits in frühtürkischen und frühosmanischen Quellen verschiedene, später in den mehterhâne verwendete Instrumente der Militärmusik genannt, eine reglementierte Besetzung hat es aber nicht gegeben. Sie entwickelte sich erst nach 1453 in der neuen Residenzstadt Konstantinopel. Genauere Beschreibungen gibt es erst seit Salomon Schweiggers Newe Reyßbeschreibung auß Teutschland nach Constantinopel von 1608. Umfänglicheren Aufschluss geben einige im 17. Jahrhundert erschienen osmanische Werke: Ali Ufkîs Mecmua-i Sâz ü Sez (Sammlung von Musik und Wort) und sein oben genanntes Werk Serai Enderum, Evliya Çelebis Seyahatnâme (Reisetagebuch) sowie Dimitrie Cantemirs Kitâbu 'Ilmi'l-Mûsikí alâ Vechi'l-Hurûfât (Buch der schriftlichen Musikwissenschaft).
Nach diesen Quellen bildet das Instrumentenpaar zurna (Kegeloboe) und davul (Zylindertrommel, auch köbürge, küvrüğ, tuğ, tavul, tuvıl oder tabıl genannt) den Grundstock der Ensembles. Hinzu treten nafīr (gerade Langtrompete), boru (gewundene Trompete), nakkare (kleines Kesseltrommelpaar), tabılbaz (großes Kesseltrommelpaar, auch tavlumbaz, davulbaz oder kuş davulu) genannt, zil (Paarbecken), in späterer Zeit auch çağana (Schellenbaum) sowie gelegentlich mehter düdüğü (ein nicht mehr identifizierbares flötenartiges Instrument), kös (große Kesseltrommel, auch kûz genannt, wahrscheinlich nur von berittenen Spielern verwendet) und def (einfellige Rahmentrommel, wohl eher ein Bestandteil der mehter-esnafı).
Die Besetzung der mehterhâne war chorisch. Die Anzahl der Musiker je Instrument richtete sich nach dem musikalischen Anlass und dessen Bedeutung sowie nach dem Rang dessen, dem die mehterhâne angehörte. So hatte der Großwesir Köprülü Mehmed Pascha 1659 eine neunfach besetzte Kapelle (dokuz katlı mehter), unbedeutendere Würdenträger dagegen kleinere Kapellen.
Die Mehterhâne-i Tabl-ü Âlem-i Hassa des Sultans war vor allem bei von ihm angeführten Feldzügen bis zu 16fach besetzt (onaltı katlı mehter). In Ausnahmefällen wurden bis zu 150 köszen (Pauker) eingesetzt.
Dass die mehterhâne des Sultans einen besonderen Rang innehatten, zeigt sich nicht nur an der Besetzung, sondern auch daran, dass sie unter der militärischen Führung eines im Rang eines ağa stehenden Hauptmannes, des çorbacıbaşı, und der musikalischen Leitung eines mehterbaşı standen. Traditionsgemäß waren ihnen zudem Fahnenträger (sancaktar) und Träger des Rossschweifes (tuğcu) zugeordnet, was ihre großherrliche Bedeutung hervorhob.
Zu der instrumentalen Besetzung kommen bei textierten Melodien Singstimmen hinzu, die von den Mitgliedern der mehterhâne – in der Regel außer den Bläsern, vor allem den melodieführenden zurnazen – ausgeführt wurden.

## Merkmale der Musik

### Überlieferung
Erst Ali Ufkî, Dimitrie Cantemir (Kantemiroğlu) und Hamparsum Limonciyan schufen im 17., 18. und im frühen 19. Jahrhundert Notenschriften, die im Gegensatz zur europäischen Notenschrift offizielle Anerkennung fanden und mit denen die Musik der mehterhâne adäquat aufgeschrieben werden konnte. Sie selbst erfassten allerdings nur einen kleinen Ausschnitt des großen und vielfältigen Repertoires der mehterhâne. Die meisten mehter-Musiken – vor allem auch die einst mündlich tradierten – gingen verloren. Einige wenige gelangten wegen ihrer Beliebtheit in die osmanische Kunst- und Unterhaltungsmusik des 19. Jahrhunderts und blieben trotz des Verbotes von 1826 erhalten.
Auf dieser Grundlage konnten zumindest die von der zurna gespielten Melodien der so erhalten gebliebenen Musikstücke analysiert werden. Vom Rhythmus ist meist nur der Name des usul, der grundlegenden rhythmisch-metrischen Formel überliefert. Seine Ausführung und Verteilung auf die Schlaginstrumente ist ungewiss. Gänzlich unbekannt ist der Einsatz der nefiir. Wahrscheinlich spielten sie eine Art rhythmisierten Bordun. Signale, die mit diesen Naturtrompeten nachweislich Aufmärsche und Kampfgeschehen begleiteten, sind gänzlich verloren gegangen.

### Makamundusul
Die Musikstücke der mehterhâne sind wie die meisten Musiken im osmanischen Machtbereich durch makam und usul tonal und rhythmisch-metrisch festgelegt. Ein geübter zurnazen (zurna-Spieler) vermag die von den verschiedenen makam geforderten mikrointervallischen Tonhöhenunterschiede auf seinem Instrument zu erzeugen. In der Rhythmusgruppe werden die Haupt- und Nebenschläge des anstehenden usul auf die verschiedenen Instrumente verteilt und im Rahmen des usul variiert. 

### Feldmusik und Musik zur Repräsentation

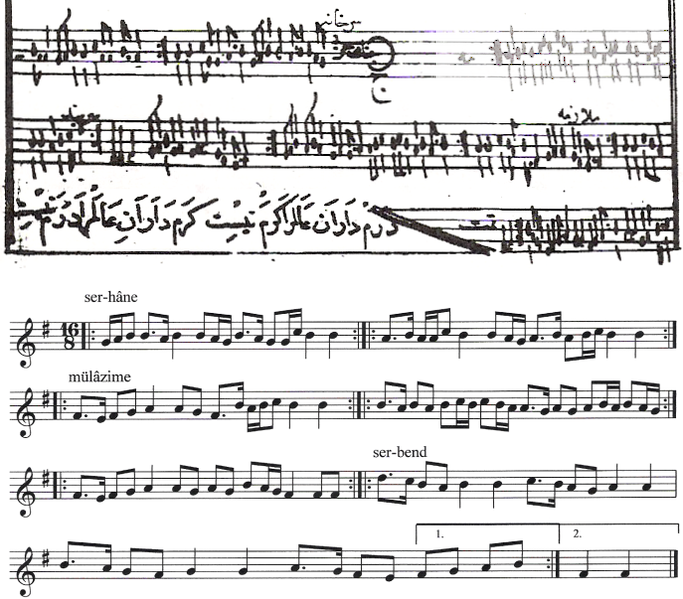
Anonymus: [nevâ] Ceng-i harb-î. Aufgeschrieben von Ali Ufkî im 17. Jahrhundert. Die Originalnoten sind von rechts nach links zu lesen; Transkription wegen der Vergleichbarkeit im französischen Violinschlüssel

Die Feldmusiken besitzen eine einfache Struktur. Eine kurze Melodie mit geringem Ambitus wird oftmals, manchmal variiert wiederholt, so lange wie es der Anlass erfordert. Diese Praxis entspricht der vom Duo davul-zurna gespielten Volksmusik. Den meisten dieser das Kampfgeschehen begleitenden Musiken fußen auf dem usul ceng-i harb-î, dessen Namen sie als Gattung übernahmen (seit dem 18. Jahrhundert semâî-i harb-î genannt). Ein häufig zitiertes Beispiel dafür ist ein von Ali Ufkî überliefertes, anonymes ceng-i harb-î. Es steht im makam neva. Ein gering variiertes, rhythmisches Grundmuster bestimmt jeweils die drei Teile der Melodie, die im Kopfteil (ser-hâne) zunächst vom Ton d (= neva) bestimmt wird, sich im Refrain (mülâzim) und im Schlussteil (ser-bend) sequenzartig abwärts bewegt und für diesen makam typisch auf a (dügâh) endet.
Die Repräsentationsmusiken dagegen nähern sich eher der höfischen Kunstmusik. Ihr Ambitus ist weiter gespannt und ihre Melodie viel weiter ausgesponnen und komplexer geformt. Hauptsächlich sind es peşrev-Stücke, wie sie auch im höfischen Bereich und bei den Hymnen des mevlevî-Ordens Verwendung fanden. Typisch dafür ist das wiederum von Ali Ufkî notierte Musikstück der makaam-ı mezbur (hüseyni) peşrev, usuleş düyek von Hasan Can Çelebî (um 1490–1567). Der künstlerische Anspruch ist hier weitaus größer als bei den ceng-i harb-î-Stücken. Die peşrev-Stücke sollten den ästhetischen Ansprüchen des höfischen Publikums genügen. Einige dieser Stücke gelangten in die höfische Kammermusik (ince sâz) und wurden dort auch nach 1826 tradiert.

### Lieder
Für manche originalen Musikstücke der mehterhâne sind Texte überliefert, so beispielsweise im 17. Jahrhundert von Ali Ufkî ein anonymer Text („inŞallah gördüm seni gönül kân olasın“) zu einem anonymen Lied, einem Semai-i Harbî, tahir. Die Phrasen dieses sehr sanglich angelegten Liedes beginnen meist mit einem hohen Ton. Die Melodie gleitet danach sachte abwärts. Manchmal werden die Phrasen von Instrumenten beendet. Dieses Lied erinnert damit an die Melodieführung lang ausgesponnener osmanischer bzw. türkischer Kunst- und Volkslieder im Stil der uzun hava (des „langen Atems“).
In der Tradition alter mehter-Lieder wurden nach der Wiedererweckung der mehter-Musik, also nach 1914 neue Texte zu alten Melodien, vor allem zu Marschmelodien, gedichtet. Während des Befreiungskampfes und nach der Gründung der Republik Türkei bezogen sich die Inhalte oft auf die heroischen Qualitäten dieser neuen Zeit.

## Komponisten
Obwohl seit Ali Ufkî mehterhâne-Kompositionen aufgeschrieben wurden, blieb die Tradition des Vor- und Nachspielens nach Gehör und der mündlichen Vermittlung bis ins 19. Jahrhundert bestehen. 
Wer die Komponisten namentlich oder anonym überlieferter und beispielsweise von Ufkî schriftlich erfasster Kompositionen waren, hatte für diese Tradition nur eine geringe Relevanz. Ufkîs Notationen erfassten den momentanen Zustand der Musikstücke zu seiner Zeit und waren nicht für den praktischen Gebrauch, also weder für das Erlernen noch für das Abspielen der Musik gedacht. Daher unterlagen die Musikstücke weiterhin den Veränderungen bei der gehörsmäßigen Weitergabe.
Einige Namen von in ihrer Zeit und teilweise auch heute noch berühmten Komponisten blieben erhalten und es konnten ihnen zahlreiche Musikstücke zugeordnet werden. Im 16. Jahrhundert wirkten neben einigen weiteren die Komponisten Nefiri Behram, Emir-i Hac und Gazi Giray Han, im 17. Jahrhundert Solaksâde Mehmed Hemdemî Çelebî, Zurnazen Edirneli Dağî Ahmed Çelebî, Zurnazenbaşı İbrahim Ağa, Hasan Cân Çelebî und Sultan Murad IV. unter dem Künstlernamen Şah Murad sowie im 18. Jahrhundert Hızır Ağa.
Ein Großteil der überlieferten Kompositionen, darunter etliche regelrechte ‚Ohrwürmer‘ wie das oben besprochene [neva] ceng-i harb-î, stammt von anonymen Komponisten vornehmlich des 16. und 17. Jahrhunderts.

## Auflösung und Wiedererweckung dermehterhâne

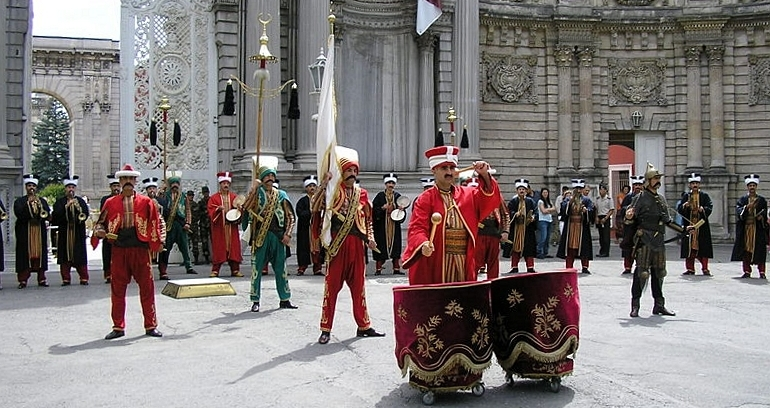
Heutige mehterhâne

Im Gefolge der Heeresreform unter Sultan Mahmud II. wurden die herrschaftlichen mehterhâne 1826 offiziell abgeschafft und ihrer Funktionen beraubt. Auch die Zünfte wurden verboten. Erst 1914 wurden die mehterhâne und ihre Musik im Osmanischen Reich aus historischem Interesse wiederbelebt. Heute werden mehterhâne in der Türkei an wichtigen historischen Jahrestagen bei Umzügen und anderen Festivitäten, auch bei folkloristischen und touristischen Veranstaltungen eingesetzt.

## Janitscharenmusik undmehterhâne
Bereits im Hochmittelalter fand ein Austausch von Musikinstrumenten zwischen dem christlichen Abendland und dem islamischen Orient statt. Das Interesse an orientalischen und exotisch anmutenden Kulturgütern, zu denen auch Musik und Musikinstrumente gehörten, steigerte sich im Spätmittelalter und in der frühen Neuzeit und wurde Teil eines frühen Exotismus in der Zeit des Barock und der europäischen Aufklärung.
Die kriegerischen Auseinandersetzungen und diplomatischen Verbindungen mit dem Osmanischen Reich bewirkten, dass dessen Kultur und damit auch dessen Musik schon ab dem 15. Jahrhundert auf die politische und geistige Elite des Abendlandes Eindruck machten. Während der Türkenkriege konnten die christlichen Europäer die Militärmusik der Osmanen genauer kennenlernen. Im Sprachgebrauch des Abendlandes wurde die Musik der osmanischen mehterhâne nun oft als türkische Musik bezeichnet. Da diese Musik nahezu stets im Gefolge der Elitetruppe der Janitscharen als deren Kriegsmusik oder Marschmusik wahrgenommen wurde, setzte sich dafür der Name Janitscharenmusik durch.
Die Begriffe türkische Musik und Janitscharenmusik treffen aber den eigentlichen Sachverhalt nicht. Dennoch wurde die vermeintliche Janitscharenmusik – und dabei besonders die Marschmusik der mehterhâne – zu einem musikalischen Vorbild für die europäische Militärmusik und als alla turca auch für eine Modeströmung in der europäischen Kunstmusik des 18. und 19. Jahrhunderts. Schließlich wurden nicht nur die Musik der mehterhâne und deren europäische Nachahmung selbst, sondern auch die entsprechenden Instrumentalensembles als türkische Musik oder Janitscharenmusik bezeichnet.

### Heutigemehterhâne
- Internetpräsenz der mehterhâne Bursas (englisch/türkisch)

### Hörbeispiele
- auf der Seite der mehterhâne Bursas (englisch, als Zip-Datei herunterladbar)
- auf der Seite des türkischen Kulturministeriums  (englisch, als MP3-Datei herunterladbar)
- auf der Harun-Yahya-Seite www.mehter.info